# Йешива
Йешива (на иврит: ישיבה‎) е еврейска образователна институция, поставяща си за цел изучаването на традиционни религиозни текстове, най-вече Талмуд и Тора. Изучаването става чрез ежедневни лекции и работа по двойки, наричани хавруса. В миналото йешива са посещавани само от високопоставени мъже, но в наши дни достъпът до всички неортодоксални и модерноортодоксални йешива е свободен.